# An Spidéal
An Spidéal ("l'hospital"; Spiddal en anglès) és un poble d'Irlanda, en la Gaeltacht de Connemara al comtat de Galway, a la província de Connacht. Es troba 19 kilòmetres a l'est de Galway.

## Cultura i esport
Cada estiu arriba al poble nombrosos adolescents irlandesos per a assistir als cursos de tres setmanes d'irlandès. També cada tardor venen a aprendre llengua i literatura irlandesa estudiants estatunidencs del College of Saint Benedict and Saint John's University a Collegeville Township (Minnesota).
El grup folk The Waterboys va gravar part del seu àlbum Fisherman's Blues a An Spidéal, i també s'hi va filmar la sèrie de televisió Ros na Rún que fou emesa a TG4.
El club local de l'Associació Atlètica Gaèlica és CLG An Spidéal i els esports més practicats són el futbol gaèlic i el hurling, així com el karate i la navegació a vela.

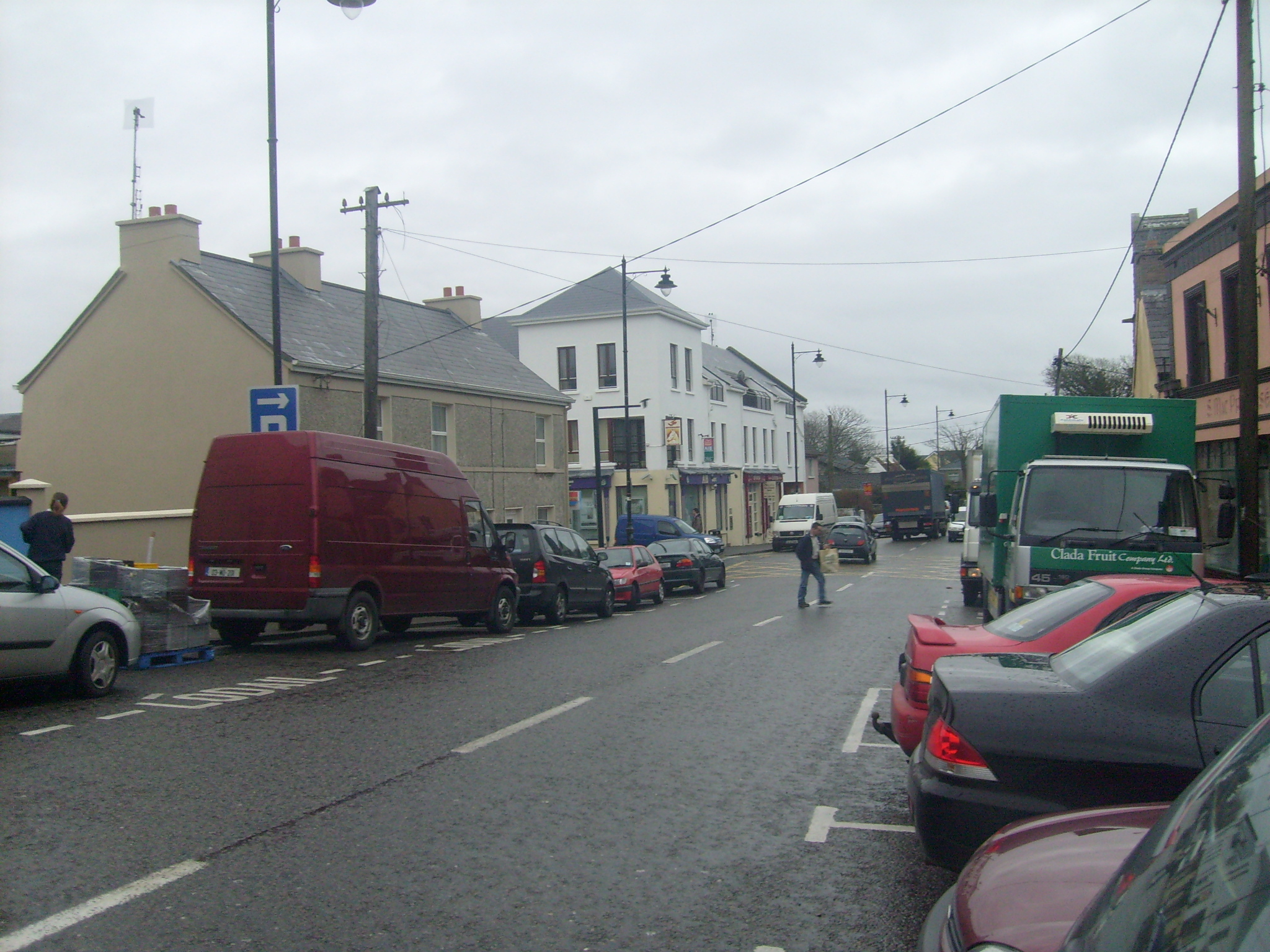
Carrer principal

## Residents notables
- Mary Bergin - Músic
- Ronan Browne - Músic
- Thom McGinty - Actor
- Michael Morris, 3r Baró Killanin - president del Comitè Olímpic Internacional
- Seán Ó Neachtain - Antic eurodiputat pel Fianna Fáil
- Gráinne Seoige - presentador de televisió
- Síle Seoige - presentador de televisió